# Ropalomera nudipes
Ropalomera nudipes är en tvåvingeart som beskrevs av Frey 1959. Ropalomera nudipes ingår i släktet Ropalomera och familjen Ropalomeridae. Inga underarter finns listade i Catalogue of Life.